# جوردون بينسنت
جوردون بينسنت (بالإنجليزية: Gordon Pinsent)‏ (و. 1930  م) هو مخرج أفلام، وكاتب سيناريو، وممثل مسرحي، وممثل أفلام كندي.

## جوائز
حصل على جوائز منها:
- شارع المشاهير الكندي [الإنجليزية]‏ (2007)
- جائزة إيرل غراي  [لغات أخرى]‏ (1997)
- زمالة الجمعية الملكية الكندية
- شريك وسام كندا.

## وصلات خارجية
- جوردون بينسنت على موقع IMDb (الإنجليزية)
- جوردون بينسنت على موقع ألو سيني (الفرنسية)
- جوردون بينسنت على موقع ميوزك برينز (الإنجليزية)
- جوردون بينسنت على موقع أول موفي (الإنجليزية)
- جوردون بينسنت على موقع قاعدة بيانات الأفلام السويدية (السويدية)
- جوردون بينسنت على موقع إن إن دي بي (الإنجليزية)
- جوردون بينسنت على موقع قاعدة بيانات الفيلم (الإنجليزية)
- جوردون بينسنت على موقع كينوبويسك (الروسية)